# 拉多夫利察
拉多夫利察（斯洛維尼亞語： 發音：[ɾaˈdoːu̯ljitsa] ⓘ），是斯洛維尼亞北部上卡尼奧拉地區拉多夫利察市鎮的城鎮及行政中心。

## 地理
該鎮座落於卡拉萬克斯山脈的南坡，距布萊德湖約6公里（3.7英里），就在薩瓦多林卡河和薩瓦博希尼卡河的交匯處，兩者都是薩瓦河的源流。該地區為拉多夫利察平原（也稱為）的南端。拉多夫利察車站是塔爾維西奧-盧布爾雅那鐵路線上的一個站點。

## 養蜂博物館
拉多夫利察的養蜂博物館致力於展示斯洛維尼亞養蜂業的歷史。它座落在鎮中心的一座巴洛克式豪宅內。該博物館成立於1959年，後來併入拉多夫利察區博物館。它展示了斯洛維尼亞豐富的養蜂傳統，這是18和19世紀一項重要的農業活動。展覽中包括傳統蜂箱和養蜂工具、當地養蜂人的生活和工作，以及作為斯洛維尼亞民間藝術獨特例子的裝飾性彩繪蜂箱板。斯洛維尼亞養蜂人安東·楊沙（1734年－1773年）的半身像和所著書籍副本也一併展出。

## 外部連結
- Radovljica on Geopedia （页面存档备份，存于）
- Radovljica municipal site （页面存档备份，存于） （斯洛維尼亞語）